# Chlaenius chaudoiri
Chlaenius chaudoiri är en skalbaggsart som beskrevs av Horn. Chlaenius chaudoiri ingår i släktet Chlaenius och familjen jordlöpare. Inga underarter finns listade i Catalogue of Life.